# Chiese ed ex conventi di Ortona

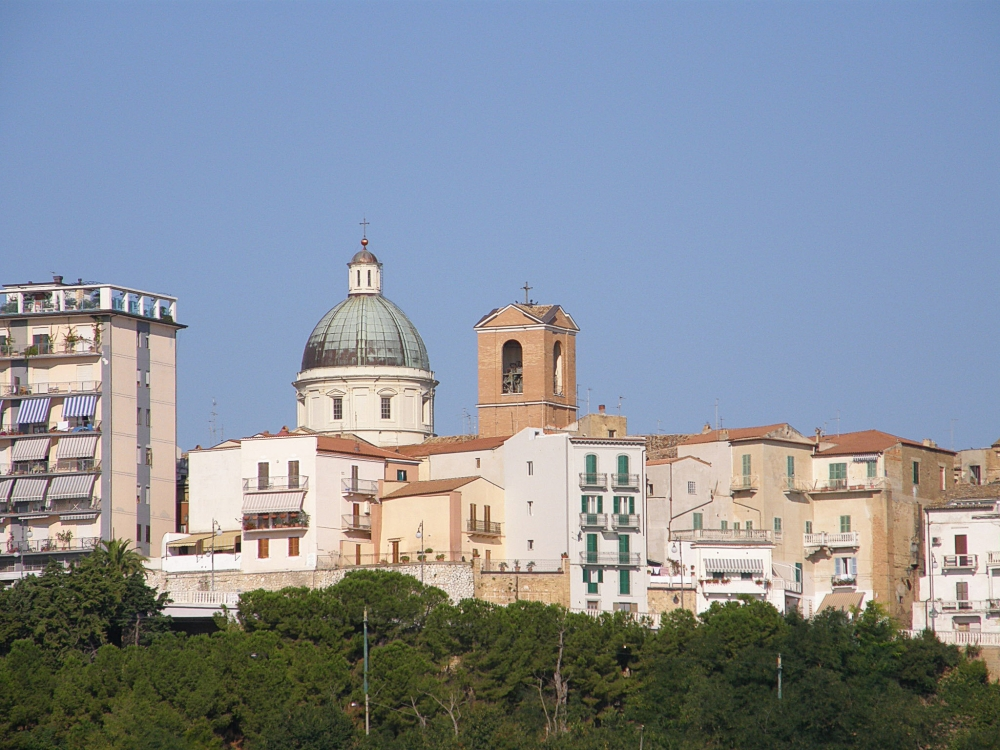
La Basilica di San Tommaso Apostolo

Questa voce tratta delle chiese e di ex-conventi di Ortona in provincia di Chieti.

## Le chiese

### La Cattedrale di San Tommaso

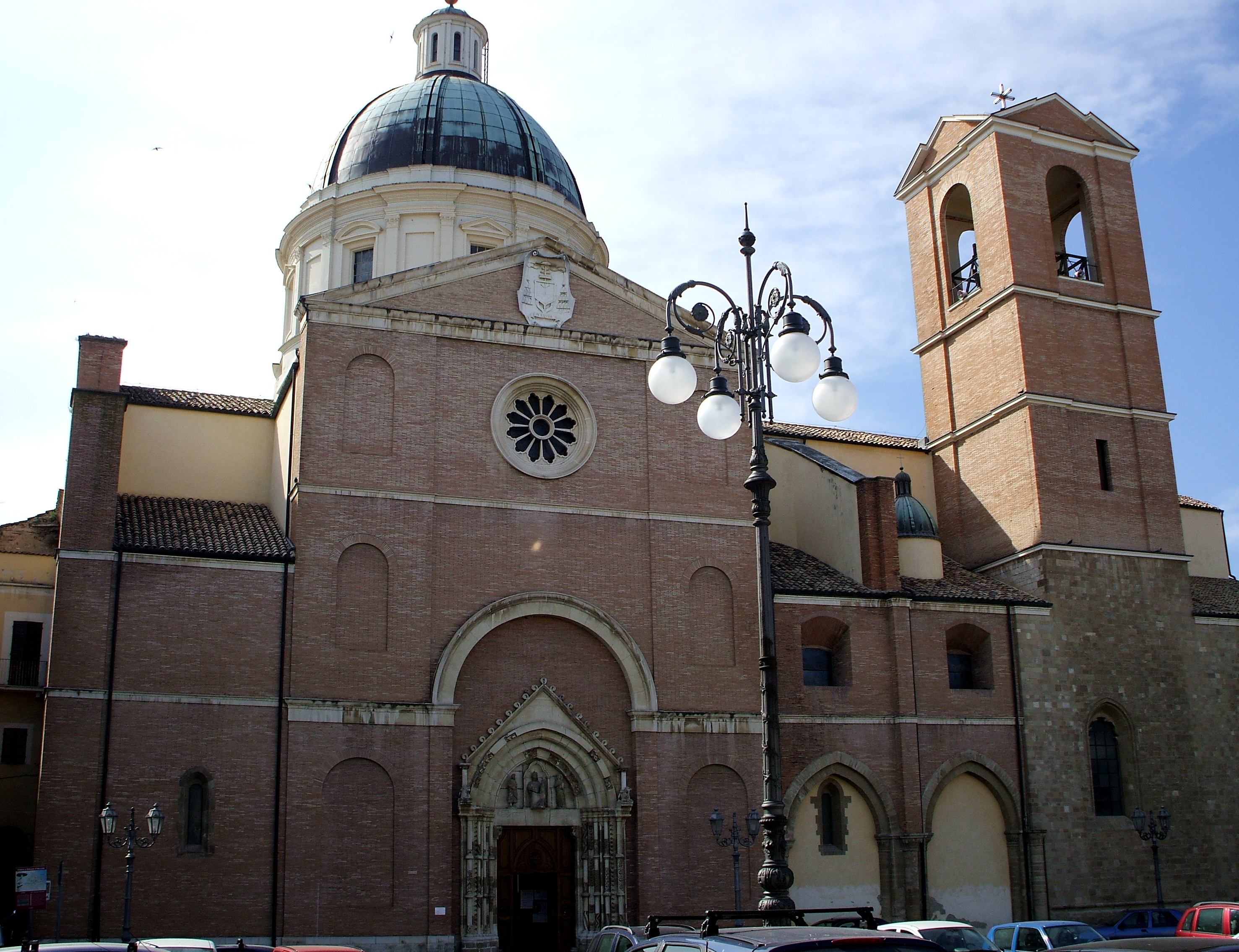
La concattedrale

Originariamente fu chiamata chiesa di Santa Maria Regina degli Angeli.

Fu costruita nei primi anni del Cristianesimo in stile paleocristiano nel quartiere Terravecchia, a poca distanza dal castello fortificato, ricostruito nella metà del XV secolo da Alfonso I d'Aragona, successivamente fu incendiata dai Normanni dopo la battaglia di Ortona di questi contro il conte Trasmondo III di Chieti (1071), indi fu ricostruita e aperta nuovamente alle funzioni religiose nel 1127.

Dopo il 1258, quando accolse le reliquie di San Tommaso Apostolo portati dai marinai ortonesi che li trafugarono dall'isola di Chio, capitanati da Leone Acciaioli, il nome della chiesa fu cambiato nell'odierno per ovvi motivi.

Durante l'invasione ottomana la chiesa fu distrutta nel 1566 dal sultano Piyale Pascià, e dunque restaurata ampiamente in stile barocco.

Fu rimessa in piedi ma fu distrutta di nuovo dall'esercito nazista il 21 dicembre 1943, quando fecero esplodere la torre dell'orologio, distruggendo anche gran parte della facciata, la cupola, e il portico medievale. Fu ricostruita tra il 1945 e l'anno successivo, riconsacrata nel 1949.

la cupola interna

Gli apparati originari sono due portali in pietra (uno del 1312 di Nicola Mancino, rovinato dall'esplosione del 1943; il secondo, di epoca precedente non identificata, è l'unico completamente intatto). Tutto l'esterno, seppur rispettando l'impianto originale, è stato completamente rifatto con rivestimento in mattoncini rossi, la facciata è completamente diversa dall'originale barocca con il porticato medievale ad archi a tutto sesto: quella odierna ha timpano triangolare, ornata da nicchie cieche, un rosone centrale, e il portale rifatto per anastilosi.
Anche il campanile originale di destra, a pianta rettangolare con ordine di archi per lato, è stato ricostruito negli anni '60 in mattoncini rossi.
Il portale principale monumentale in legno è finemente intarsiato. Sopra vi è una lunetta ad arco ogivale con statue, tratte dall'opera originale, inquadrato in una ghimberga gotica con decorazione "a gattoni". Il tutto è incorniciato da marmi. Ai lati del portone vi sono delle colonne, l'una diversa dall'altra.

Una cupola pseudo-barocca è posta nella zona dell'altare. Interessante la sua affrescatura di colore rosso porpora, con disegni elaborati da Tommaso Cascella, mentre solo una porzione di spicchio laterale risale all'epoca barocca. L'interno ha impianto a croce greca allungata verso il presbiterio, con quattro cappelle quadrate sormontate da cupoletta semi-sferica: quella del SS. Sacramento (l'unica conservatasi in modo originale, con bassorilievi ottocenteschi dei fratelli Perez), dell'Immacolata, del Crocifisso e quella di San Tommaso, con il busto reliquiario. L'altare è stato rifatto, in stile neoclassico, con l'abside semicircolare diviso in pennacchi da costoloni, con affreschi moderni. Sotto l'altare si trova la cripta moderna con la cassa del corpo di San Tommaso, documentazioni al riguardo, e la lapide tombale greca originale del ritrovamento a Chio.

### Chiesa della Santissima Trinità
La chiesa fu edificata all'inizio del XVII secolo presso il campo dell'attuale cimitero comunale.
L'area un tempo incolta, composta da sola campagna, è quella dell'attuale cimitero comunale, edificato nel XIX secolo presso la chiesa. Fondata dai Frati Minori Cappuccini, trasferitisi a Ortona nel Seicento, si hanno testimonianze da documenti della diocesi, e dalla datazione del portale della facciata: anno 1626. La chiesa dunque è prevalentemente barocca, e si è conservata abbastanza bene, essendo scampata alle feroci distruzioni del dicembre 1943. L'interno è lineare, a navata unica, e volte a crociera, con tre cappelle sul lato sinistro, un altare maggiore ligneo a tabernacolo, che ospitava delle tele di pregio, delle quali la centrale di Giovanni Battista Spinelli: Incoronazione della Vergine (metà del XVII secolo), trasferita nel Museo Capitolare di Ortona per motivi di sicurezza. Il tabernacolo ligneo è opera dei fratelli cappuccini Maragoni, rintracciabile in altri convento francescani d'Abruzzo. Nell'iscrizione è leggibile il nome del committente frate Giuseppe d'Ascoli (1745), come testimoniato anche dallo storico Filippo da Tussio.
La struttura conventuale è ben conservata, con la tipica pianta quadrangolare; la facciata della parrocchia è molto semplice, intonacata in giallo, con una pianta a capanna a salienti, con un piccolo portico che precede l'ingresso. Il piccolo campanile è a vela. Il portico interno del convento è un bel chiostro con doppia fila di arcate a tutto sesto e pozzo centrale. L'interno è barocco, a navata unica.

### Chiesa di Santa Maria di Costantinopoli
Questa chiesa è sita in via Don Bosco, all'incrocio con via F. P. Michetti, nel quartiere moderno meridionale di Ortona.

La costruzione è da ascrivere ai frati Celestini (XIII secolo) che la edificarono insieme all'adiacente convento.
Infatti il monastero, voluto da Pietro da Morrone ossia papa Celestino V, era intitolato al Santo Spirito, ed ospitava l'ordine omonimo, mentre nel monastero di Sant'Anna dentro le mura (oggi chiesa di Santa Caterina), erano ospitate le Benedettine femmine dello stesso ordine. La chiesa fino agli anni '50-'60 sorgeva in una piana separata distintamente dalla città fortificata, nella contrada detta Costantinopoli; la chiesa e il monastero vennero saccheggiati nell'estate 1566 dai turchi ottomani di Pyali Pascià, che compirono scorrerie lungo le coste abruzzesi. Prima di quell'anno, Ortona subì altri saccheggi turchi, e si tramanda nella storia della chiesa, che un turco si convertì vedendo l'affresco della chiesa ritraente la Vergine col Bambino (fatto del marzo 1532). La chiesa così venne restaurata in stile barocco, coprendo anche la facciata medievale con un nuovo impianto a portico sporgente con archi, sovrastato dalla facciata vera e propria decorata da paraste classicheggianti e da un finestrone rettangolare. Nelle fotografie della seconda guerra mondiale, quando nel Natale 1943 i soldati tedeschi si rifugiarono nel refettorio del convento, è ancora possibile vedere questa facciata prima dei corposi restauri del dopoguerra. Nel 1884 la chiesa divenne parrocchia delle cappelle fuori Porta Caldari.
La chiesa dunque divenne famosa proprio per questo evento: il giorno di Natale del 1943, durante la battaglia di Ortona contro gli alleati canadesi comandati da P. Triquet, i tedeschi si riunirono, insieme a civili, nel refettorio conventuale per celebrare la Natività, ma un colpo di mortaio canadese incendiò parte del convento, dando così il via alla ripresa dei furiosi combattimenti. La chiesa dopo la guerra fu ampiamente restaurata, l'ex convento fu abbattuto e ricostruito daccapo in forme moderne, per ospitare i Padri Salesiani dell'Opera Nazionale "don Bosco", il restauro fu così drastico da snaturare l'interno, che venne quasi ricostruito interamente, mentre la facciata è stata divisa a metà, conservando nella parte bassa il portale medievale del Trecento, con l'arco a sesto acuto a cornice, sormontato da un oculo che forse in origine conteneva un rosone; la seconda parte oltre la cornice marcapiano è chiaramente moderna. Anche il convento attiguo, con l'arrivo nel 1948 dei salesiani a Ortona, venne demolito perché pericolante e rifatto daccapo.
L'interno conserva una tela pregevole di Giambattista Rusticone del 1583. Di interesse anche dietro una grata il ritratto della Madonna di Costantinopoli col Bambino, affresco cinquecentesco d'ispirazione bizantina, abbastanza conservato; l'altare maggiore contiene la tela del Rusticone dell'Annunciazione. La planimetria è quella rettangolare a navata unica con volte a crociera.

### Chiesa di Santa Caterina
La chiesa è l'unica in stile barocco ad essere rimasta quasi integra nella sua struttura, anche se provata dai bombardamenti nazisti della II guerra mondiale.
La chiesa attuale si ampliò nel XVI secolo presso il Monastero delle Celestine del XIII secolo, uno dei più fiorenti di Ortona insieme alla chiesa di Costantinopoli. Tale monastero andò in decadenza nel XVIII secolo, e i suoi terreni vennero occupati per la costruzione di edifici civili, tra i quali il Teatro Vittoria. Nel 1566 presso l'oratorio del Crocifisso Miracoloso, presso la cripta della chiesa, si verificò un portentoso miracolo: il sangue dal costato di un Crocifisso dipinto sgorgò, facendo evitare al convento la distruzione dei turchi. L'ex monastero oggi ospita la mostra permanente del Museo della battaglia di Ortona, allestita dal 2002, e una parte della biblioteca comunale.

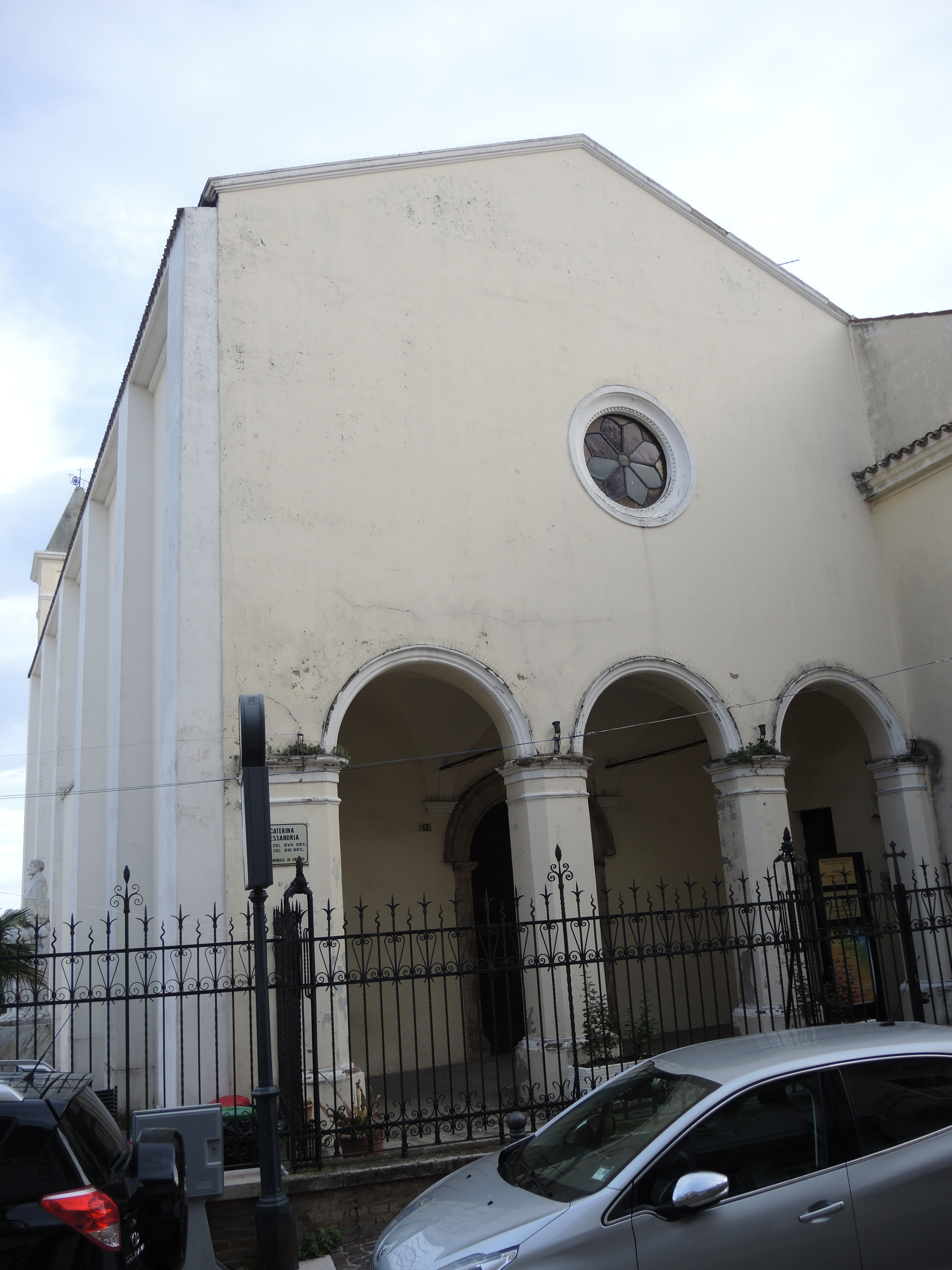
Facciata di Santa Caterina d'Alessandria

La facciata della chiesa volge su via Garibaldi, decorata da un portico incorporato nel prospetto, a tre archi a tutto sesto, che precedono l'ingresso vero e proprio dato da un portale a tutto sesto con la cornice romanica a strombature con rilievi e girali. Il fianco della chiesa volge su Piazza del Teatro, con il piccolo campanile a torretta, e la seconda facciata dell'oratorio del Crocifisso, molto semplice, con solo tre bifore di ornamento, disposte a triangolo su tutto il piano. L'interno di questo oratorio è molto semplice, intonacato, con volta a botte.
L'altare marmoreo della chiesa è del XIX secolo, di scuola napoletana.

Sulle pareti vi sono dei quadri di G. B. Spinelli del XVII secolo.

Sul lato del portale vi è una tribuna riservata alle monache cistercensi per seguire riservatamente le funzioni religiose.
 Molto bello è l'impianto rettangolare a navata unica con le volte a botte riccamente decorate da stucchi e pennacchi, cappelle laterali riccamente decorate da tabernacoli a stucco con cornici semicircolari spezzate, affiancate da angeli e putti, e infine l'altare maggiore col tabernacolo ligneo, dove si trova il dipinto Martirio di Santa Caterina dello Spinelli.
Il portale è in pietra (forse XIV secolo) e la porta intarsiata.

#### Oratorio del Crocifisso Miracoloso - Cappella musicale "San Tommaso"

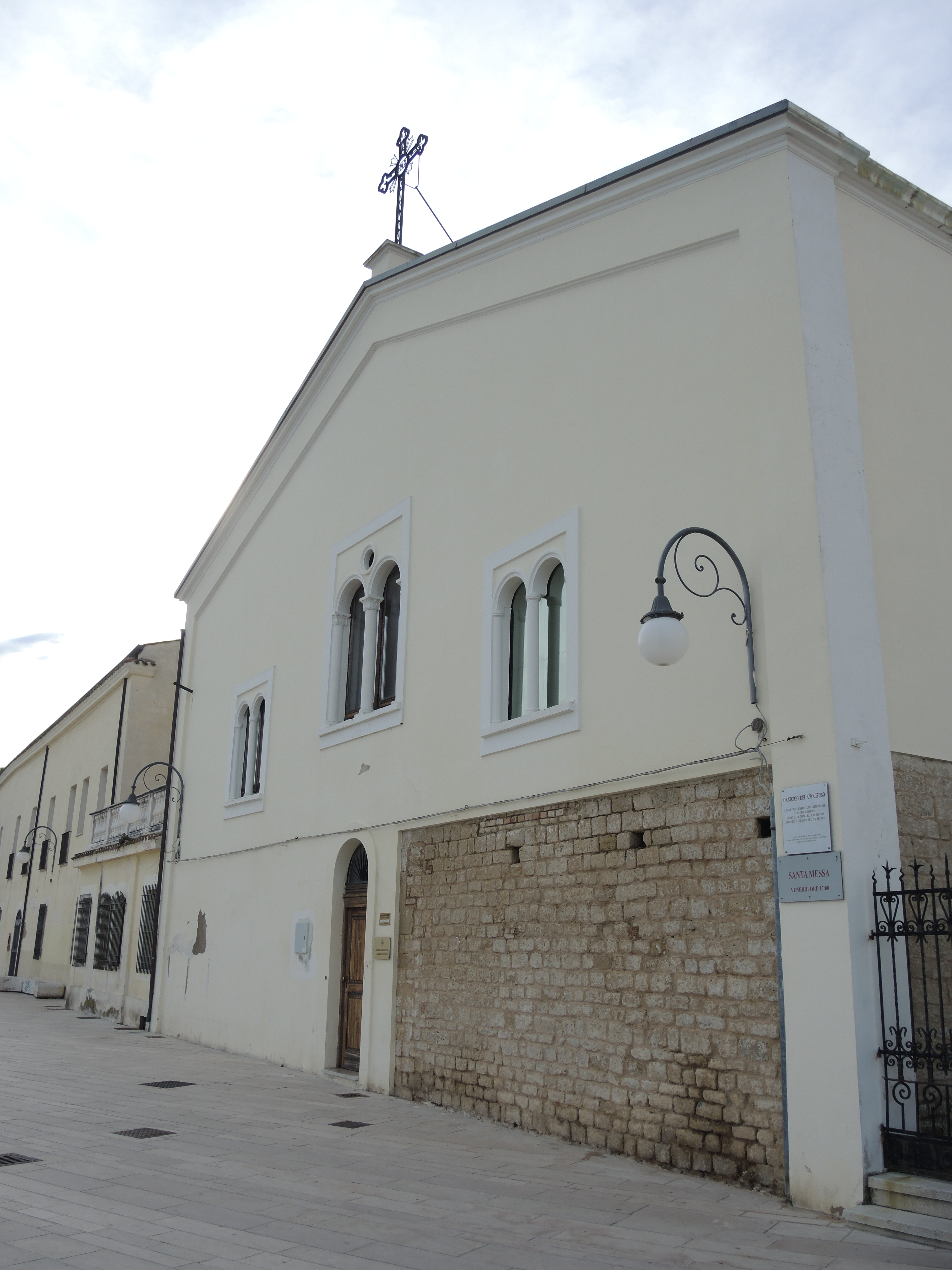
Esterno dell'oratorio del Crocifisso

Affacciato sul Belvedere F. Paolo Tosti, in corrispondenza di Piazza Teatro, è la parte più antica del complesso benedettino di Sant'Anna o Santa Caterina Martire. La cappellina sarebbe stata realizzata nell'XI secolo circa, nominata come la "Porziuncola", restaurata nel XIII secolo con archi a volta in puro stile gotico, portale volto verso Oriente. Nell'epoca antica doveva essere la principale chiesa di Ortona, e col passare dei secoli, l'oratorio venne ampliato intorno al 1506, fondendosi col monastero. All'interno vi è un coro ligneo del Seicento, che fascia tutta la cappella; vi è conservato l'affresco parietale della Crocifissione con Cristo morto tra la Vergine Addolorata e San Giovanni Evangelista. L'affresco nell'estate 1566 avrebbe compiuto il miracolo di sanguinare dal costato trafitto di Gesù, facendo salvare le monache dall'imminente invasione turca.
Con i restauri del 1991 è possibile ammirare un altro dipinto del XIII secolo, che raffigura ugualmente il Cristo Crocifisso. Nel 1327 sotto l'arciprete Jacopo, venne edificato il monastero delle Benedettine Cistercensi di clausura, presso la chiesa di Santa Caterina d'Alessandria, ma nei documenti essa è citata come "Santa Maria ad Basilicam", poi con l'intitolazione a Santa Chiara d'Assisi e infine a Santa Caterina. Si suppone che il portale di questa chiesa, volto su via Garibaldi, sia materiale di spoglio dell'antico oratorio.
L'evento prodigioso del miracolo del sangue riguarda dunque l'affresco del XV secolo, dove è visibile il copioso sangue che fuoriesce dal costato del Cristo: nel 1566 le truppe ottomane di Solimano il Magnifico saccheggiarono le coste abruzzesi, raggiungendo Pescara e poi Francavilla al Mare, volendo vendicarsi della sconfitta di Malta. I turchi raggiunsero Ortona il 30 luglio, mettendola a ferro e fuoco, distruggendo gli edifici, incendiando le chiese, tra cui la basilica di San Tommaso. Si salvarono solo, degli ordini religiosi, le Benedettine, perché in preghiera davanti all'affresco, videro sgorgare all'improvviso il fiotto di sangue, che raccolsero in ampolline. La furia turca devastò la città, ma non toccò affatto il monastero, con all'interno le monache, che nel frattempo avevano fatto fuggire la popolazione nelle campagne, avvertendola dell'imminente sciagura.
Lo storico ortonese G. De Lectis, il frate Ludovico da Orsogna e l'abate Giovan Battista Pacichelli concordano che il miracolo avvenne il 13 giugno 1566, nel 1570 le ampolline vennero segretamente inviate, dal frate agostiniano Basilio da Venezia, alla Serenissima, dove rimase per vari secoli, nella chiesa di San Simone Profeta. Varie furono le rimostranze della diocesi, per bocca di Giandomenico Rebiba, vescovo di Lanciano e Ortona, ma le ampolle vennero restituite soltanto nel 1934 per interesse di monsignor Piccirilli, dopo che erano state avanzate richieste anche al papa Pio X.

#### Chiesa di Santa Maria delle Grazie o Madonna della Pace

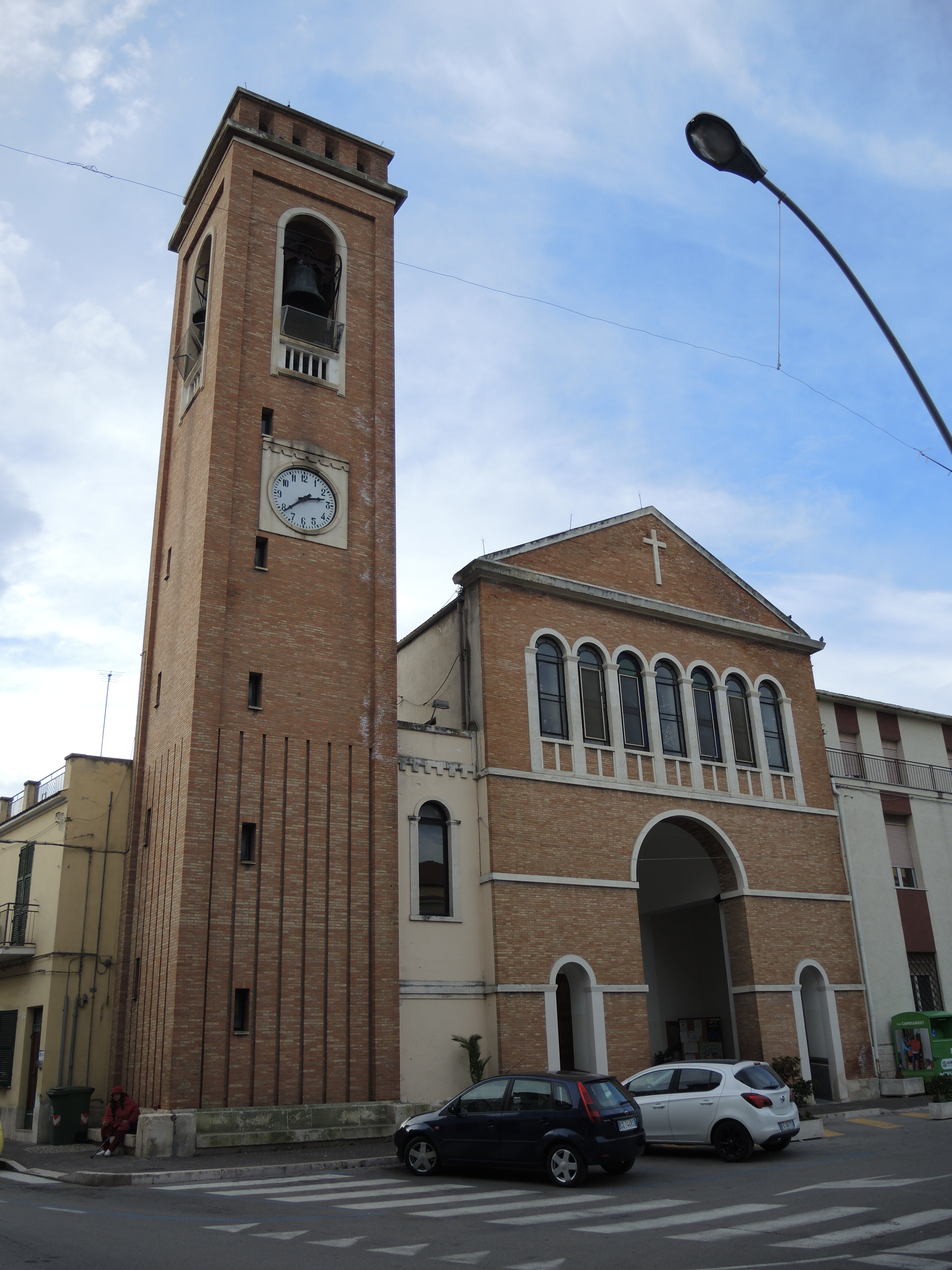
Prospetto della chiesa di Santa Maria delle Grazie

La chiesa come la si vede oggi, in Piazza San Francesco, è una ricostruzione totale del vecchio convento del XV secolo, distrutto quasi completamente nel 1943. Nel 1430 in occasione della pace tra Lanciano e Ortona, il frate San Giovanni da Capestrano chiese di edificare per l'occasione anche due chiese con monasteri per ospitare i Frati Minori Osservanti, una a Ortona e l'altra a Lanciano. In quest'ultima fu edificato il monastero di Sant'Angelo della Pace sopra una vecchia cappella fuori dalle mura, che costituisce l'attuale convento dei Cappuccini di Sant'Antonio di Padova, mentre a Ortona nelle vicinanze di Villa Caldari fu prima realizzata una cappella con annesso monastero dedicata a Santa Maria della Pace (oggi in rovina, in viale Civiltà del Lavoro, dietro la Cantina vinicola "Ortona"), successivamente spostato nell'attuale convento di Santa Maria delle Grazie. La chiesa prima della distruzione aveva un aspetto esterno tardoromanico con portico a nartece che precedeva all'ingresso, e facciata a capanna decorata da un solo oculo centrale, e imponente torrione campanario retrostante. L'interno invece era barocco, che fu sventrato da cannonate insieme alla facciata nel dicembre 1943.
L'aspetto attuale mostra tre corpi di fabbrica che costituiscono il complesso, esternamente rivestito in mattoni rossi: da sinistra a destra si trova il campanile a torre decorato da orologio e da balaustra sommitale, poi la facciata della chiesa vera e propria in stile pseudo romanico, con portico a nartece incorporato che precede l'ingresso a tre portali, ornati nelle lunette da mosaici a sfondo dorato. La facciata ha una sequenza di tre archi a tutto sesto in vetrate colorate, e la facciata è chiusa da un grande timpano triangolare con croce centrale. Il terzo corpo a destra era inizialmente occupato dal convento, e fino agli anni '90 la nuova struttura ospitò l'ospedale civile di Ortona, poi ricostruito nel quartiere Fontegrande, e oggi vi si trova l'ASL. L'interno della chiesa è a navata unica, in stile misto, tra il neoromanico e il neogotico, con volte a crociera costolonate dipinte in blu cielo stellato. Vi si conservano alcune tele e statue originali della vecchia chiesa.
Nella prima cappella a sinistra, si trova il corpo imbalsamato del beato Lorenzo da Villamagna, membro dei frati minori osservanti, morto proprio nel convento di Santa Maria.

#### Chiesa del Purgatorio o di Santa Maria del Suffragio

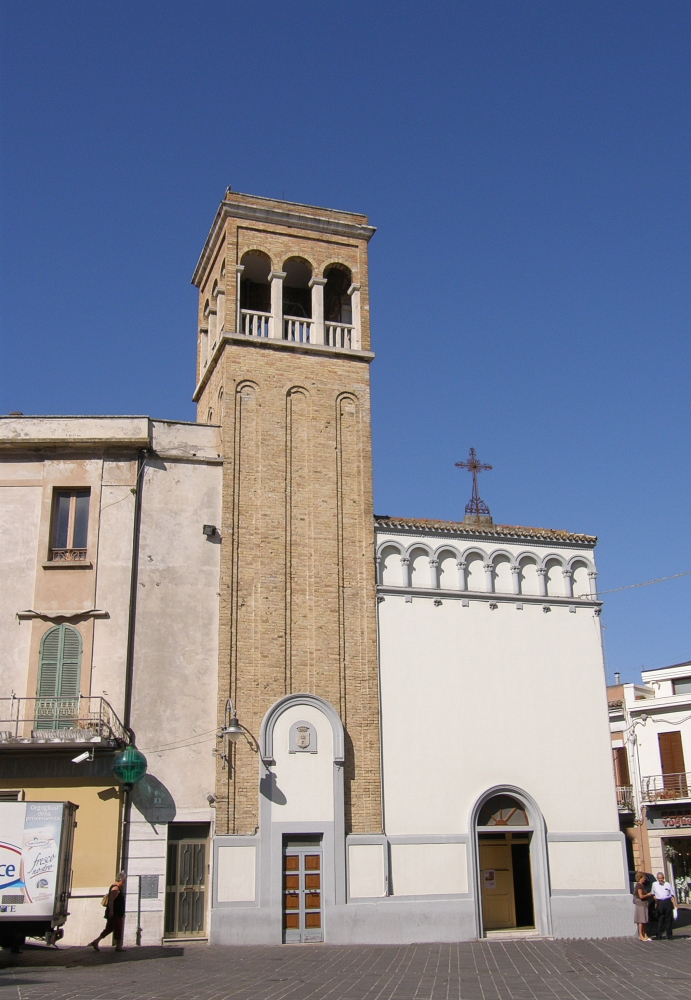
Chiesa del Purgatorio

La chiesa del Purgatorio è in stile moderno (XX secolo), posizionata in Piazza della Repubblica, accanto al Municipio.
Fu edificata come cappella ex voto, al termine del Corso Vittorio Emanuele, in uno stile misto, eclettismo tra il liberty e il neoclassico, senza particolari rilievi architettonici. I disastri della guerra del 1943 non la colpirono gravemente, ad eccezione di un colpo di cannone che danneggiò degli archi del campanile. Ha una facciata molto semplice priva di ornamenti, e un unico portale di accesso ad arco a tutto sesto; l'impianto è rettangolare, il campanile a torre si innalza sulla piazza, composto di mattoncini rossi.
Sotto il cornicione vi sono degli archetti a tutto sesto.

Il portale è sormontato da una lunetta. Portale e lunetta sono incorniciati.

La torre campanaria è in muratura a pianta quadrata. La cella ov'è la campana è contornata da trifore, e ospita due campane di recente elettrificate.

L'interno, semplice, ad un'unica navata ed anch'esso in stile moderno è a volta a botte, con delle decorazioni moderne a mosaico ritraenti la Madonna, Madre Teresa di Calcutta e papa Giovanni Paolo II.

Sul lato sinistro vi è una pseudo-trifora.

#### Chiesa di San Rocco

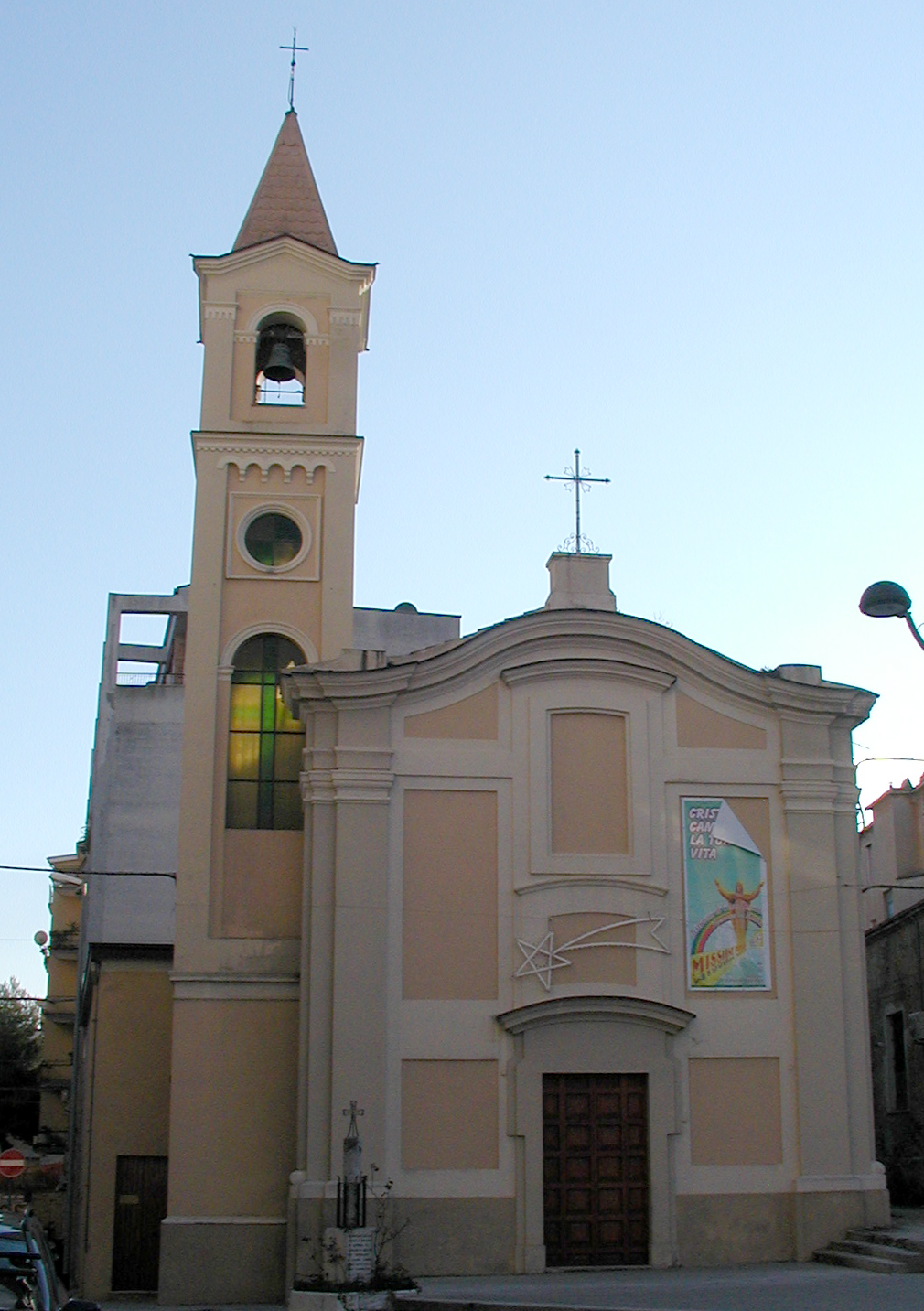
chiesa di San Rocco

La chiesa di San Rocco è in stile barocco, risalente al XVII secolo circa, situata in Piazza di Porta Caldari (ex Piazza della Vittoria).
Avente un aspetto prevalentemente barocco, fu costruita sicuramente come cappella votiva al santo per ringraziarlo dall'aver preservato la popolazione della pestilenza del 1526 che colpì l'Abruzzo, e successivamente fu ampliata. Il campanile prima degli anni '30 era a vela, e successivamente fu realizzato quello attuale a torre, in stile pseudo-classico. I danni della guerra hanno interessato anche questa chiesa, ma non gravemente, e oggi si presenta nello stile originario.
Il campanile consta di monofore e di oculi con cornice. Si tratta di una torre quadrangolare divisa in tre settori di diversa lunghezza da cornici marcapiano. Il settore mediano accoglie delle finestre allungate a tutto sesto con vetrate policrome rappresentanti la croce, sormontate da oculi che contengono lo stesso vetrate. Dopo la cornice marcapiano ad archetti pensili, si trova il settore superiore della cella campanaria, con 2 bronzi (il campanone del 1919 dei fratelli Mari e la piccola del 1940), suonati a corda. L'ultimo settore con la cornice formante un triangolo per ciascun lato, è sormontato da una cuspide piramidale.
La facciata è molto semplice, lateralmente scandita da tre ordini di paraste sovrapposte, con trabeazione leggermente sporgente, che attraversa tutta la fascia sommitale, curvilinea, della facciata. Il portale unico centrale ha una cornice curvilinea semplice, e altre fasce a stucco leggermente aggettanti, per il rigore geometrico in cui sono state realizzate, creano tre nicchie cieche disposte a triangolo.
All'interno, a navata unica, vi sono dei dipinti sormontati da statuette in stucco di angioletti serafini e cherubini. In un'edicoletta a calotta semisferica vi è una statua di San Rocco. Nella cupola semisferica vi è dipinta l'aureola del santo all'interno dipinta di blu reale inglese in cui è inscritta una croce.

### Chiese secondarie

#### Chiesa di San Giuseppe

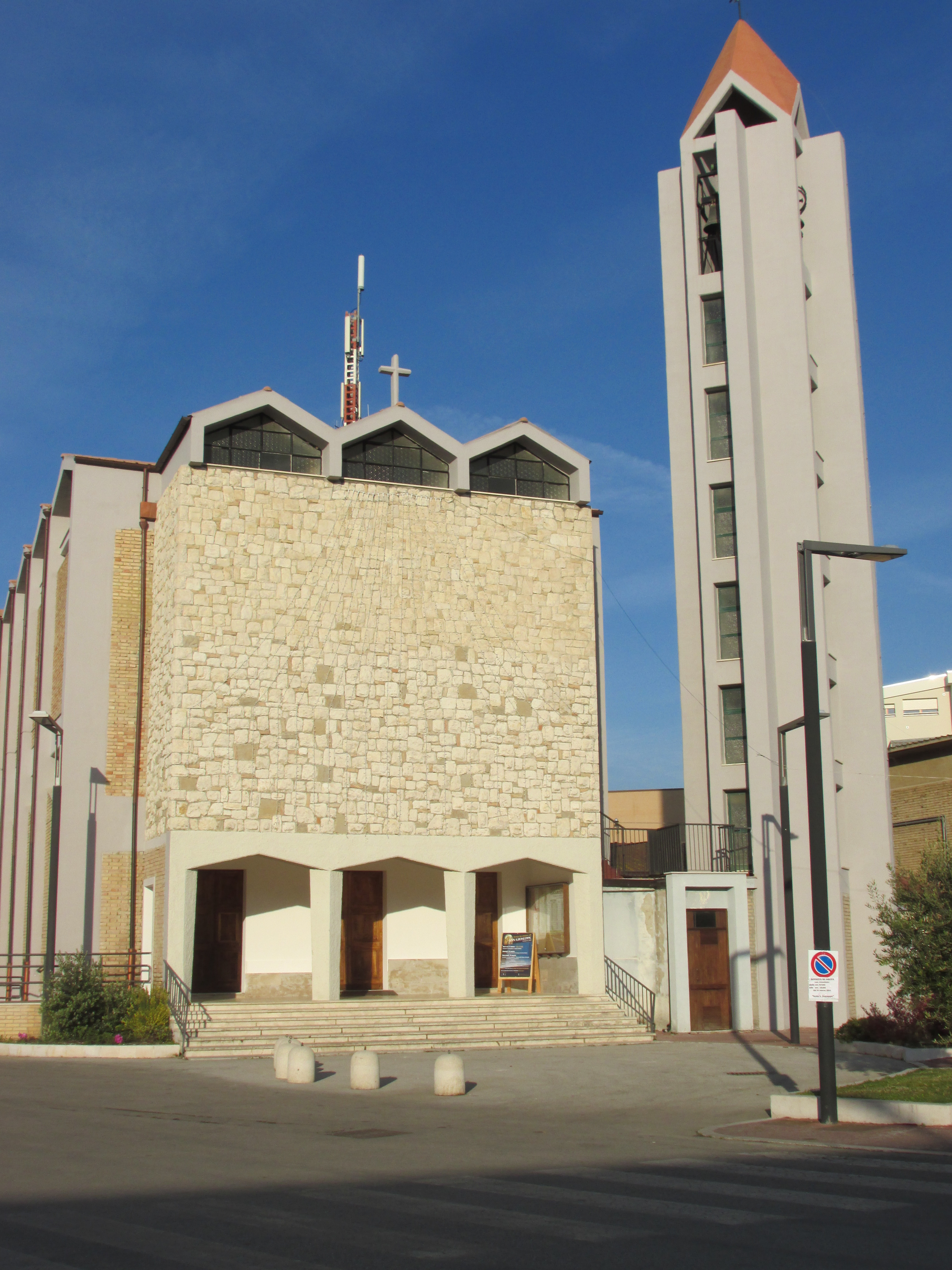
Parrocchia di San Giuseppe

La chiesa fu costruita negli anni '60 nel nuovo rione di San Giuseppe, alle porte di Ortona antica, poiché quest'area popolare iniziava a svilupparsi fortemente dall'originaria area provvisoria di ricovero degli sfollati della guerra. Fu consacrata nel 1960 dal vescovo Luciano Migliorini, inizialmente doveva essere intitolata a Papa Pio X. L'interno è a navata unica; il presbiterio rialzato è stato successivamente ricostruito secondo le norme del Concilio Vaticano II, leggermente ribassato, e sopra di esso si trova una grande statua del Crocifisso. Alla sinistra dell'altare si trova il tabernacolo, sorretto da una colonna di marmo, mentre sulla destra si trova l'ambone. Ai piedi del presbiterio sulla sinistra c'è il fonte battesimale in marmo. Nella chiesa sono presenti tre statue raffiguranti San Giuseppe, la Madonna delle Missioni e San Pio X, mentre nella Cappella del Santissimo Sacramento c'è una statua della Madonna delle Grazie. La facciata della chiesa è molto semplice, alternata tra mattoni e cemento. L'ingresso è preceduto da un portico moderno, mentre tre cuspidi scandiscono la sommità. Il campanile è una torre cuspidata separata dalla chiesa, che ha pianta rettangolare a navata unica.
Nel 2011 è stata oggetto di un intervento di restauro e miglioramento sismico, e sono stati apportati interventi di ripulitura e verniciatura degli esterni e interni, dato che la parrocchia versava in degrado.

#### Ex chiesa di San Francesco
Sita in Piazza Risorgimento, venne fondata come monastero dei Francescani nel XIII secolo. Il monastero venne soppresso con le leggi napoleoniche nel primo Ottocento, e dunque il palazzo conventuale venne usato dal Municipio per ospitarvi alloggi. Vi nacque Luisa De Benedictis, madre del poeta Gabriele D'Annunzio. La chiesa rimase gravemente danneggiata aveva facciata sul corso Matteotti, era a impianto rettangolare a navata unica, aveva tele seicentesche dei pittori Giovanni Battista Spinelli e Tommaso Alessandrino, ora ospitate nel museo civico diocesano.
Dopo le distruzioni totali del 1943, rimasero ruderi fotografati dai reporter canadesi, e in piedi solo la torre campanaria ancora esistente, e pertanto la chiesa fu demolita e ricostruita in forme moderne negli anni '50, ma successivamente sconsacrata negli anni '90, e caduta in degrado. Dell'edificio originario rimane il portale d'accesso sormontato da un grande oculo a rosone, demolito nel 2020.
Il campanile è medioevale, posto sul lato della piazza, presso il Palazzo De Benedictis, ha impianto quadrangolare a torre, con gli archi della campanaria murati. La parte inferiore è stata modificata, per l'accesso a un condominio prospiciente la piazza. Da fotografie e da un plastico che ricostruisce l'aspetto di Ortona prima della guerra, situato nel Museo Civico della Battaglia, si deduce che la pianta della chiesa di San Francesco era diversa dall'ex chiesa attuale, e occupava l'area dello stabile delle poste, con facciata rivolta a est, non verso sud, come lo è oggi.
La chiesa nel 2020, essendo a rischio di crollo, viene demolita per la riqualificazione della piazza Risorgimento.

#### Chiesa del Sacro Cuore di Gesù
si tratta di una chiesa poco nota del centro di Ortona, situata tra via dei Bastioni e via Speranza. Probabilmente risale alla seconda metà del XIX secolo, con aggiunte nel secolo successivo. Ha un aspetto a pianta rettangolare neoclassico-eclettico, che rievoca il barocco, con paraste lineari lungo le pareti che terminano a capitello corinzio compositore, e ordine di finestre bifore a tutto sesto, con colonnine e a capitelli ugualmente lavorati molto raffinatamente. La facciata è scandita da cornice marcapiano, alla base da portale inquadrato da due paraste con capitello, esso è a tutto sesto, sormontato da cornice con chiave di volta lavorata, poi nel piano superiore da un ordine di tre finestre arcuate a tutto sesto, inquadrate da due grandi paraste angolari con capitelli corinzi. Il campanile laterale è una torre con due finestre in facciata per le campane, e con il tetto spiovente.

#### Chiesa della Madonna del Carmine
La chiesa si trova in Via Roma, ha origini antiche, risalenti forse al XVII secolo, posta su Piano del Carmine, da cui si accedeva alle mura della parte nord-ovest, dando il nome anche alla porta della cinta fortificata, demolita nella metà dell'Ottocento. La chiesa si trova in via Roma, nella zona che un tempo era circondata da uliveti e campagne del feudo del convento dei Cappuccini della Trinità. Benché l'aspetto attuale della chiesa sia stato completamente alterato per la ricostruzione postbellica, la chiesa esisteva nel 1685, e dava il nome alla Piana del Carmine con la porta che da ovest conduceva a Ortona, in via Cavour. La chiesa con monastero fu gravemente danneggiata dai francesi che nel febbraio 1799 la incendiarono. Nel 1809, con la soppressione dei monasteri, il convento fu adibito a cascina e poi caserma di alloggio delle truppe, mentre nel 1866 fu trasformato in piccolo ospedale. La Congrega della Carità prese in gestione l'ex convento facendolo diventare ricovero dei viandanti, e furono avanzati dei progetti affinché divenisse l'ospedale civile della città, ma senza successo. Andato in rovina il convento, rimase solo la chiesa, che però fu interessata dalle distruzioni del 1943, e nuovamente ricostruita.
Oggi ha un aspetto molto semplice, e consta di chiesa con accanto un edificio quadrangolare sede della Caserma dei Carabinieri, ha pianta rettangolare con facciata a capanna scandita da un ordine di semplici finestre centrali molto strette, e da un portale centrale. L'interno è a navata unica, in stile post-classico, e conserva la statua della SS. Vergine del Carmine.

## Gli ex conventi

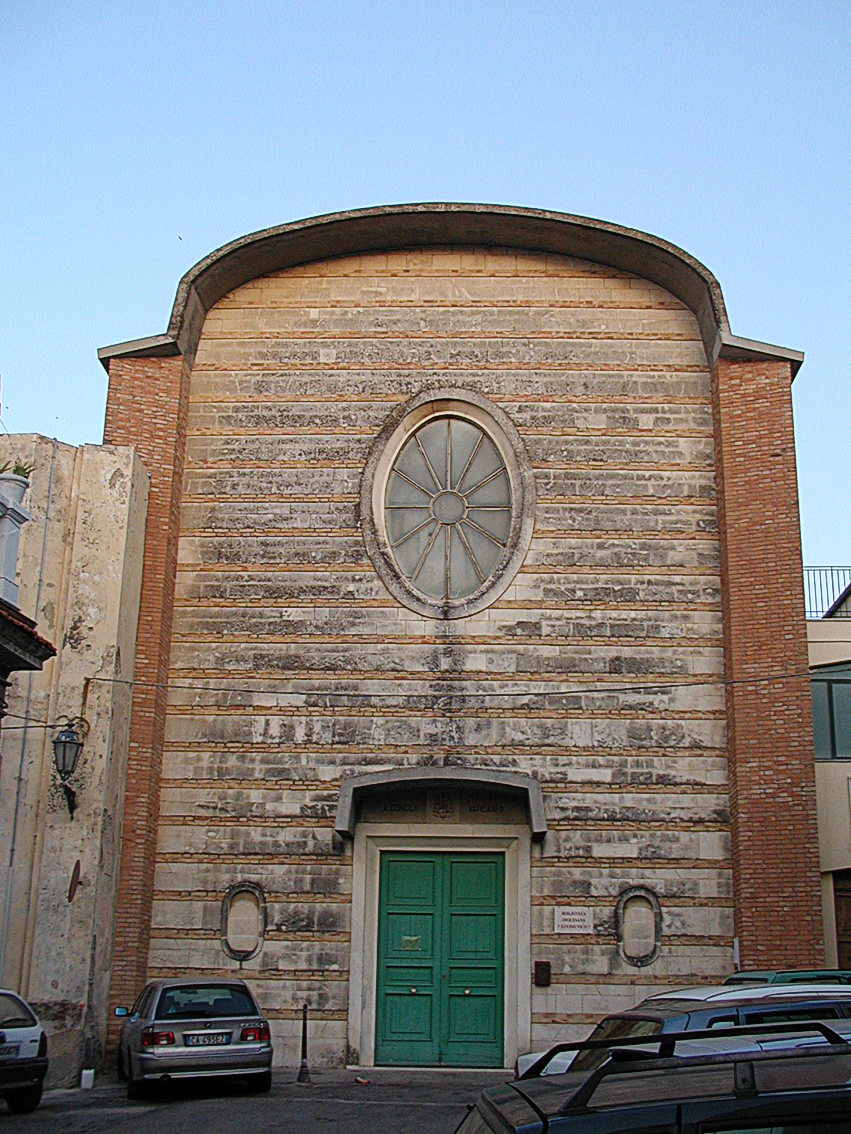
Ex chiesa agostiniana di San Domenico, oggi biblioteca diocesana

### L'ex-convento agostiniano
Venne fondato nel XIV secolo circa dai Padri Agostiniani nel quartiere Terravecchia (situato tra il Corso G. Matteotti e largo Castello), con la chiesa intitolata a S. Agostino di cui resta il portale del XV secolo sul corso, e successivamente, dopo vari secoli di attività, venne soppresso nei primi anni dell'Ottocento, adibendo il monastero ad usi civili (fu sede del seminario e poi della scuola nautica e infine di uffici comunali). Di fronte in largo 
Riccardi si trova l'ex chiesa di San Domenico con ex monastero, demolita negli anni 60 e ricostruita, e fu trasformata in biblioteca diocesana.
È stato rimaneggiato nel corso dei secoli fino all'attuale utilizzo come palestra.

Rilevante è il portale in arenaria di probabile periodo fine XV-inizio XVI secolo. Esso si trova presso la zona di Terravecchia, lungo il corso Matteotti e ospita nella struttura chiesastica la Biblioteca Diocesana. La chiesa oggi ha un aspetto moderno in quanto ristrutturata corposamente dopo i danni della guerra, con facciata allungata verticalmente, cornice superiore aggettante in mattoni, e un oculo ovoidale posto nel centro, sopra il portale.

### L'ex convento dei cappuccini
Attiguo alla chiesa della Santissima Trinità, presso il cimitero comunale, costruita nei primi decenni del XVII secolo.

Al piano terra vi era l'ossario del cimitero.

Alcune sale sono nella forma originaria.

Nel chiostro circondato da un portico vi è un pozzo; tale chiostro ha impianto quadrangolare, con arcate a tutto sesto distribuite in due ordini, e ciascuna campata ha la volta a crociera. In alcune parti vi si conservano degli affreschi. Nei pressi sorgeva, in via Roma, anche il monastero dei Padri Carmelitani con annessa chiesa della Madonna del Carmine. Il monastero venne chiuso nell'Ottocento con le leggi napoleoniche e piemontesi, e divenne una caserma, successivamente ai gravi danni della guerra, la chiesa fu ricostruita in forme moderne, nell'area dell'ex monastero fu realizzata la sede del Comando dei Carabinieri.

### Ex monastero dei Frati minori osservanti
Si affacciava in Piazza San Francesco, realizzato fuori dal centro di Ortona, lungo il perimetro delle mura di Giacomo Caldora, presso Porta di Santa Maria, per l'accesso da ovest. Il monastero fu realizzato tra il 1430 e il 1440 per volere di San Giovanni da Capestrano. Il convento di Ortona era dedicato a Santa Maria, e tale rimase sino alle soppressioni piemontesi del dopo Unità d'Italia, quando il convento fu utilizzato come scuola, e dopo la costruzione delle scuole elementari durante il fascismo presso il piazzale, esso divenne l'ospedale civile della città.
Il convento era a pianta quadrangolare, con un chiostro interno ad archi e portici, i cannoneggiamenti tra tedeschi e alleati tra il 21 e il 27 dicembre 1943 danneggiarono pesantemente il convento, sfondarono metà della chiesa dalla facciata sino all'arco trionfale del presbiterio, sicché si dovette ricostruire quasi tutto daccapo il complesso. Il convento continuò ad esercitare la funzione di ospedale civile di Ortona, sino a quando nel 2002 è stato trasferito nella nuova struttura del quartiere Fonte Grande, mentre quello vecchio è rimasto Azienda Sanitaria Locale. Anche la chiesa cioè la parrocchia di Maria Santissima delle Grazie, è stata ricostruita quasi ex novo, mostrando un aspetto completamente diverso da quello originale. Negli anni 2000 sono state demolite le ultime parti dell'ex convento, a causa di un crollo del tetto.

### L'ex-monastero dei cistercensi

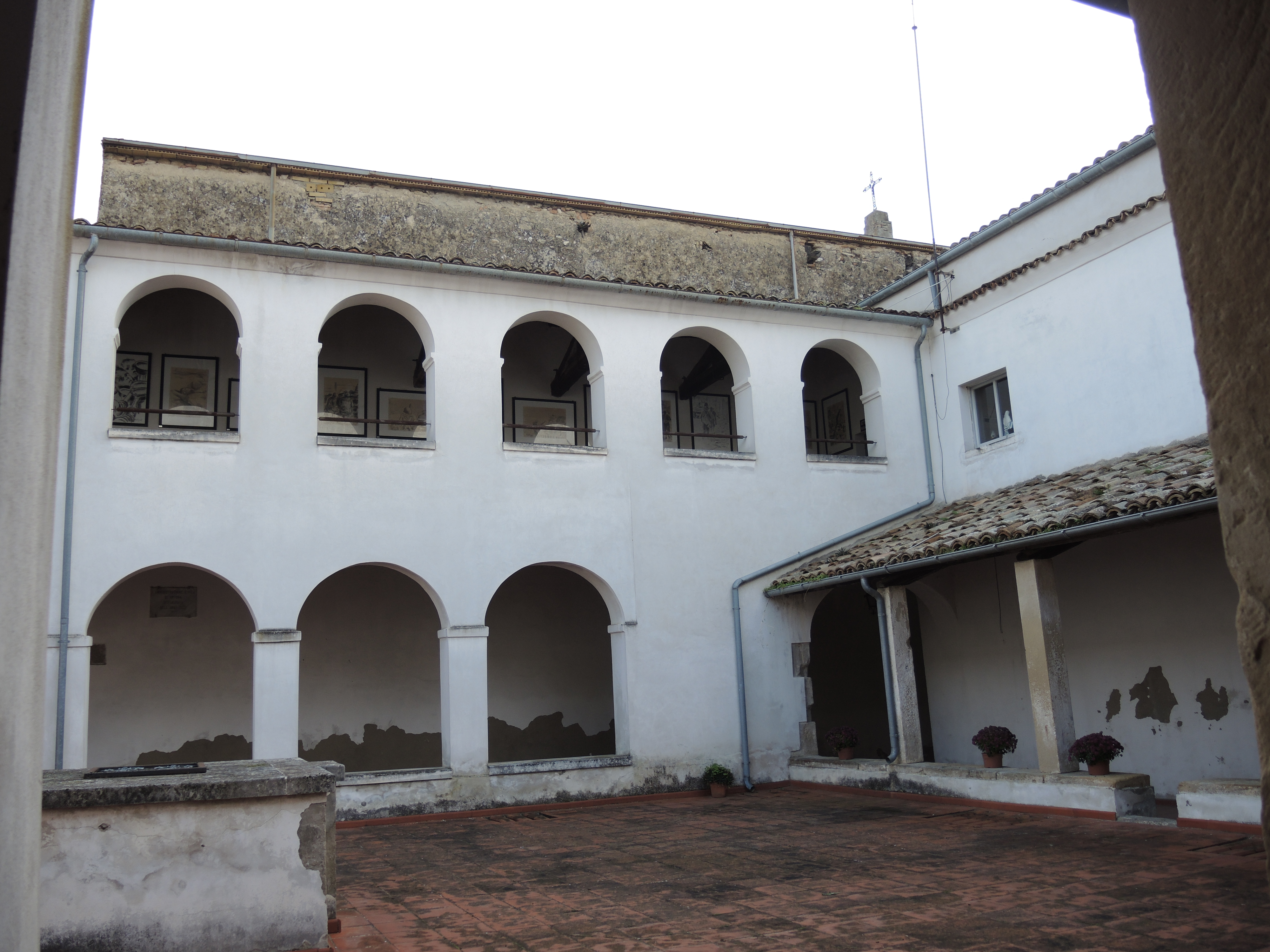
Ex convento dei Cappuccini

Risale al XIII secolo (affacciato tra via Garibaldi e Piazzale Donatori del Sangue, dove si trova la villa pubblica), e faceva parte del complesso monastico di Sant'Anna (le monache vi furono ospitate dall'800 ai primi anni '70, mentre prima il monastero accoglieva le Benedettine cistercensi dell'ordine di Celestino V), costituito anche dalla chiesa di Santa Caterina d'Alessandria.
È stato ristrutturato a seconda dei vari utilizzi nel corso del tempo, anche se, ora, vi sono ancora dei resti della struttura originale.

Nel cortile le monache seguivano le funzioni ecclesiastiche attraverso un'inferriata.

Attualmente ospita la sede museale del MUBA - museo della Battaglia, e una parte della biblioteca comunale. Il convento ha impianto quadrangolare, con pochi resti della struttura originaria, rintracciabili soprattutto nel porticato ad archi del chiostro centrale, dove si trova un piazzale con grata di pozzo.

### Ex convento dei Francescani
Realizzato presso l'ex convento dei Francescani di Piazza Risorgimento, è ciò che resta di questo monastero soppresso nei primi anni dell'Ottocento. L'impianto è rettangolare, anche se irregolare, per via delle ricostruzioni post-belliche. Oltre il corpo di fabbrica principale, si trova un'area quadrangolare, che un tempo ospitava il chiostro porticato. La parte che volge su via Luisa d'Annunzio, ha contrafforti laterali, rimaneggiati con vistosi strati di intonaco, in modo da snaturare completamente la storicità dell'edificio, che oggi appare come un palazzo assai semplice. Una targa commemorativa ne ricorda la nascita di Luisa De Benedictis (1839-1917), madre di D'Annunzio. Sul lato destro del palazzo sorge il campanile medievale a torre, con gli archi murati.

## Elenco delle chiese delle contrade

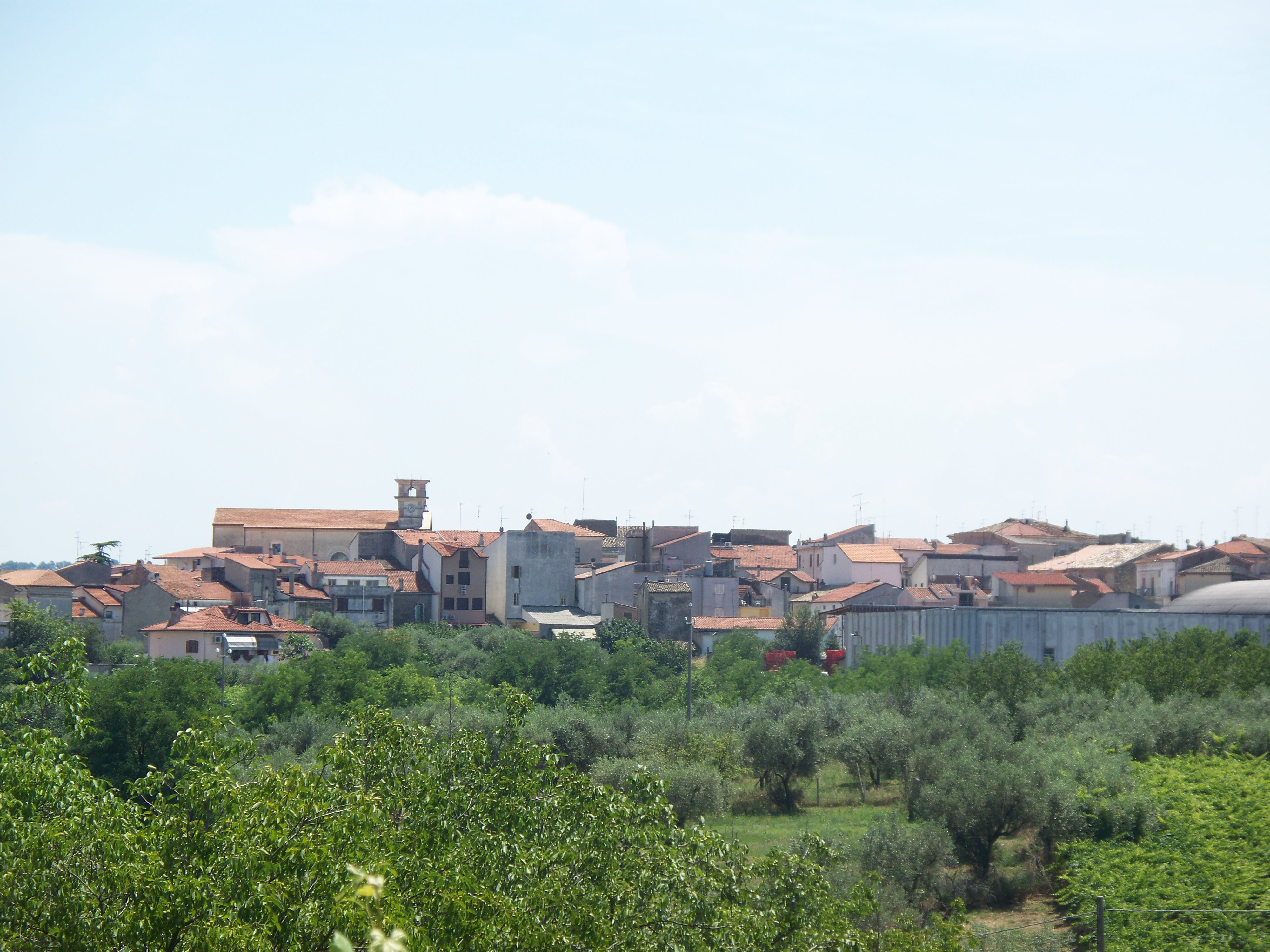
Veduta di Caldari con la chiesa di San Zefferino

- Chiesa di San Zeffirino o della Madonna degli Angeli: sorge appena fuori Ortona, lungo la Strada statale Ortonese (tra Corso della Libertà e via Civiltà del Lavoro), presso il campo sportivo comunale. Si tratta di una chiesa moderna, anonima degli anni '70 realizzata per il quartiere popolare, a navata unica, realizzata in cemento armato, con l'ingresso ornato da una monumentale croce.
- Chiesa di Santa Maria della Pace (viale Civiltà del Lavoro-Villa Torre): si tratta di una piccola cappella situata alla fine di viale Civiltà del Lavoro, presso la cantina vinicola di Ortona. Si suppone che fosse l'originale chiesa voluta nel 1430 da frate Giovanni di Capestrano per celebrare la pace tra Lanciano e Ortona. La chiesa da anni è in rovina, e di interesse si conserva la facciata con il portale gotico ad arco ogivale.
- Chiesetta della Madonna dell'Olivastro o della Madonna delle Vasche (Località Ripari di Giobbe): chiesa campestre che praticamente era una cappella dei pescatori, costruita nel XVIII secolo. Ha struttura molto semplice a navata unica, e a causa dell'abbandono è molto difficile distinguerla da una qualsiasi cascina, se non fosse per un'icona della Madonna col Bambino sul portale e per il campanile a vela.
- Chiesa di San Donato (Contrada Moro-San Donato): chiesa già esistente prima della guerra, fu ricostruita completamente nel 1946, rispettando la struttura semplice del XVIII-XIX secolo, ossia la chiesa rurale a capanna e a navata unica. Precede l'accesso al cimitero canadese, composta da un doppio arco per l'accesso al cimitero, e sulla destra d questo portico allungato si trova l'ingresso, la chiesa ha impianto rettangolare con navata unica, e campanile laterale a torre con cuspide piramidale.
- Chiesa del Sacro Cuore (Contrada Villa San Nicola): chiesa del XVIII-XIX secolo situata nel pieno centro della contrada sparsa, con campanile a vela, facciata a capanna intonacata di bianco, ornata alla base da un solo portale a tutto sesto senza lunetta, e al centro di essa da un ordine di tre finestre a tutto sesto.
- Chiesa di San Nicola di Bari (Villa San Nicola): chiesa ottocentesca posta all'ingresso della contrada lungo la strada San Tommaso, con unica navata, e abside posteriore. La facciata ha un oculo centrale nella parte sommitale del timpano architravato a spioventi, mentre nella porzione centrale l'elemento di spicco è una grande croce latina a rilievo che sovrasta l'architrave classica del portale centrale lunettato. Il campanile laterale è una torre con cuspide piramidale.
- Chiesa di San Giorgio e San Nicola (Villa San Tommaso): si trova nel piccolo borgo di Villa San Tommaso, posto più a nord di Villa San Nicola. La chiesa ottocentesca, ha subito un rifacimento nei primi anni del Novecento, ed è caratterizzata da una facciata in mattoni rossi inquadrata da due paraste angolari con capitello, e da uno smisurato portale con arco a tutto sesto lunettato, le cui colonne laterali sono cilindriche, ornate da capitello ionico. Il campanile laterale è una torre scandita da archi e cornici marcapiano.
- Chiesa della Madonna dei Sette Dolori (Casino Vezzani): chiesetta semplice degli inizi del 1900, edificata nell'attuale posizione dopo l'abbattimento della precedente chiesa che si trovava nel centro del paese. Ha pianta rettangolare con facciata a capanna, sormontata da cornicione con architrave a timpano triangolare. La facciata ha un portale centrale rettangolare, sormontato da una piccola maiolica dipinta a rappresentare il monogramma di Cristo IHS. L'interno a navata unica accoglie la statua della Vergine dei Sette Dolori.
- Chiesetta di San Michele Arcangelo (Villa Selciaroli): chiesa moderna degli anni '50, con struttura classica a pianta rettangolare e intonaco giallo melone. Il campanile è a torre.
- Chiesa di Sant'Elena (Villa Sant'Elena): sussidiaria della parrocchia di Sant'Antonio di Padova a Villagrande, si trova nella zona industriale di San Martino-Villa Grande. Risale al 1400-1550, ad opera dei Croati della Slavonia che, per sfuggire dall'occupazione dei turchi, giunsero nelle terre ortonesi. Composta da un impianto rettangolare pseudo-romanico, con finestre laterali, facciata architravata molto semplice, e campanile a vela centrale. La statua della santa è opera della ditta Giuseppe Stuflesser di Ortisei, Bolzano.

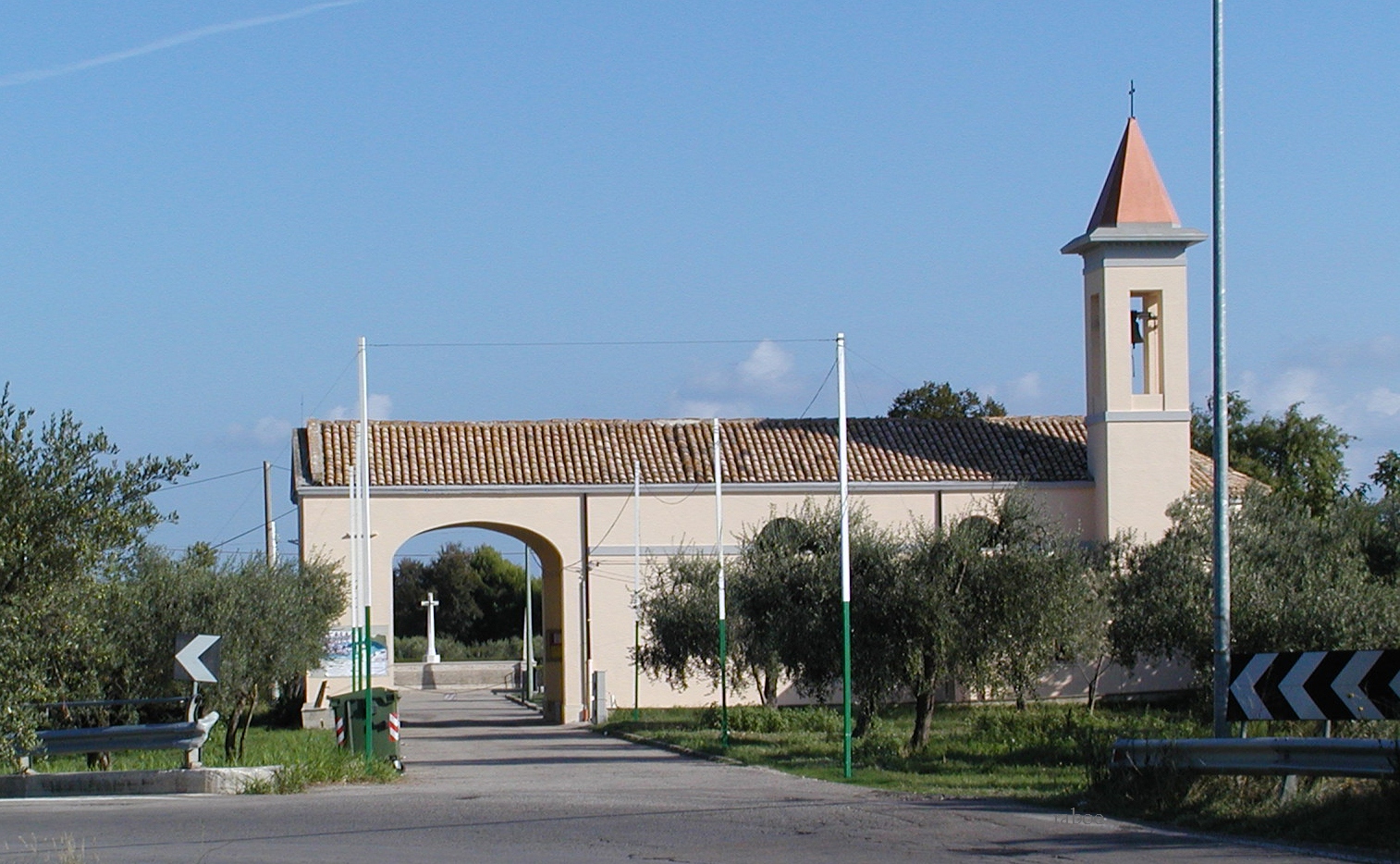
chiesa di San Donato

- Chiesa di San Zefirino Papa - Battistero di Mons. Rebiba (Villa Caldari): storica chiesa della contrada, del XVII secolo, sorta su un'antica pieve del IX secolo dedicata a Santa Maria. Sorge nella piazza del centro storico, avente aspetto settecentesco, a pianta rettangolare, con facciata a timpano triangolare, scandita alla base da portale architravato a timpano triangolare, due nicchie laterali appena più in alto, e una finestra centrale a ventaglio. I campanili sono due, uno più antico e più piccolo che ospita l'orologio pubblico, e l'altro più grande laterale a torretta, con cella campanaria. L'interno è a navata unica tardo barocco con volta a botte lunettata, nicchie laterali affrescate, presbiterio rialzato, e un importante battistero commissionato dall'arcivescovo G. D. Rebiba nella metà del XVI secolo (1570-96). L'interno è inoltre diviso in quattro campate, due larghe e due più strette, delimitate da lesene, archi e volte a vela. All'ingresso si trovano due colonne che sorreggono il coro con l'organo; nella quinta e nella sesta campata si trova il presbiterio con l'altare. L'illuminazione è favorita da grandi finestre a semicerchio, lungo le pareti laterali. L'altare maggiore è inquadrato da una nicchia a tutto sesto dove si trova la statua della Madonna col Bambino, affiancata da nicchie minori con le statue di San Zefferino e San Rocco. L'esterno della chiesa mostra una facciata a capanna con timpano superiore triangolare; essa è affiancata da due torri campanarie non gemelle, una è la torre dell'orologio, più piccola, e l'altra contiene le campane.
- Chiesa di Sant'Antonio di Padova e Abate (Villa Rogatti): chiesa campestre del XVIII secolo, molto ben conservata. L'aspetto del portale fa immaginare che la chiesa debba risalire al Seicento, ma ci sono scarsi documenti: la facciata è in pietra a vista, con portale centrale architravato sormontato da un oculo, due paraste angolari con capitello dorico che sorreggono il mensolone della cornice marcapiano e del timpano triangolare. Il campanile laterale è una torre slanciata che si alterna in due livelli più corti scanditi da cornicione, uno per la cella campanaria e il secondo ultimo per l'orologio pubblico. La sommità termina con una gabbia in ferro battuto lavorata per le campanelle dell'ora. L'interno a navata unica è piuttosto semplice, in stile tardo barocco e neoclassico.

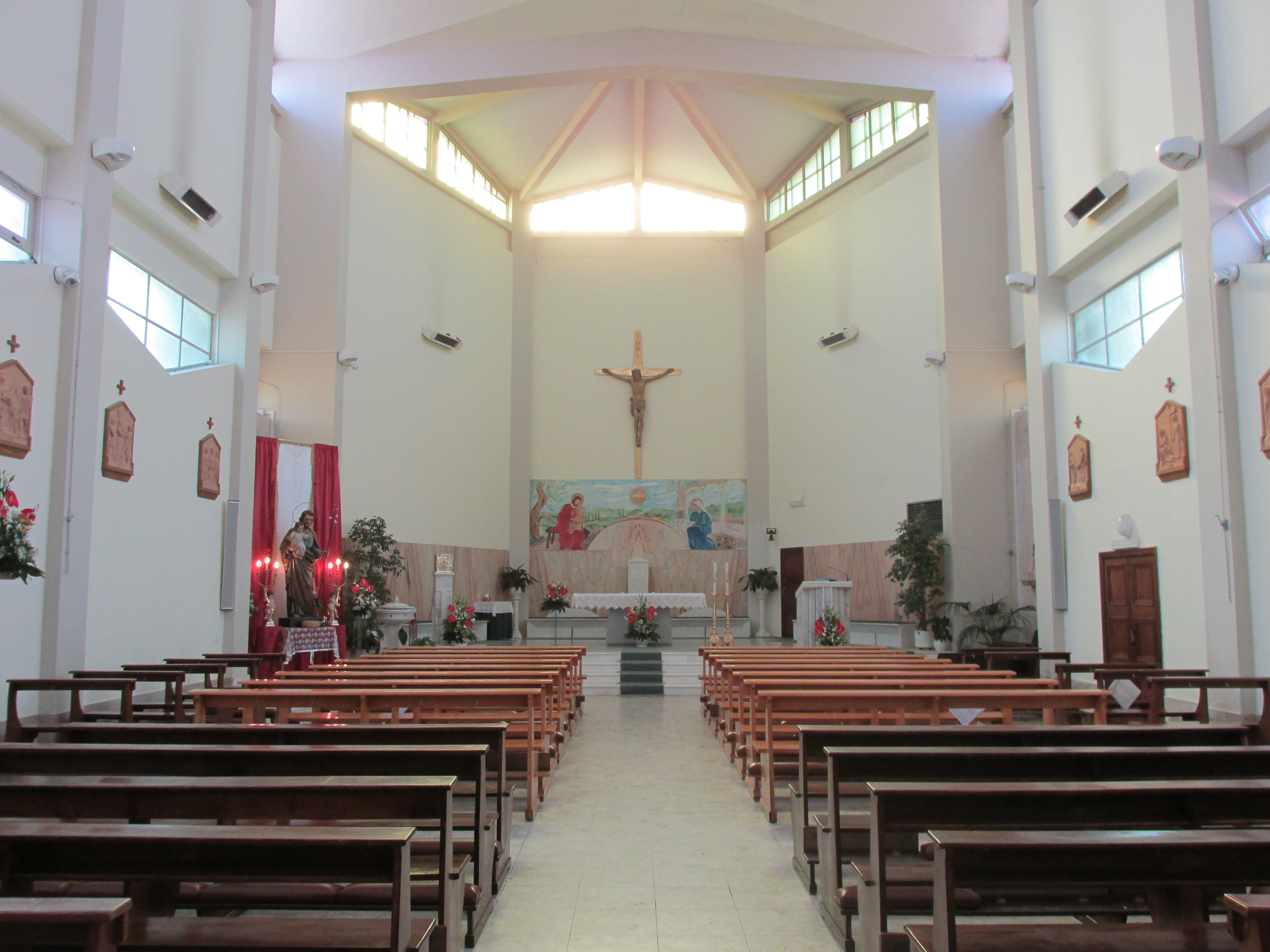
Interno della Parrocchia di San Giuseppe a Ortona

- Chiesa della Madonna di Fátima (Stazione di Caldari): chiesa moderna degli anni '90, si trova sul tracciato della strada statale che da Caldari porta ad Ortona. Ha un aspetto romboidale con un piccolo avancorpo all'ingresso che ne costituisce il portico, mentre la porzione centrale del presbiterio della copertura del rombo stesso è rialzata con una piccola lanterna baricentrica.
- Chiesa di Santa Maria della Libera (Villa Iubatti): rifatta nel tardo XIX secolo, ha pianta rettangolare con facciata a capanna, intonacata di rosso pompeiano, ornata da una finestra centrale a ventaglio e dal portale maggiore architravato. Sulla sinistra sorge il campanile a torre in bugnato liscio. Di grande pregio è all'interno a nave unica l'organo ligneo del 1721 realizzato da Giuseppe De Martino. L'organo è posto in una cantoria sorretta da due colonne e arricchite da specchiature incorniciate e decorate con strumenti musicali in stucco bianco. La cassa lignea è indipendente, interamente dipinta con motivi vegetali e architettonici, caratterizzata da prospetto a tre campate, diviso da paraste dorate a motivi floreali. Tra le campate ci sono ricche decorazioni a festoni, la cassa termina in sommità con cornicione rettilineo, dotata di due ante pieghevoli a libro per la chiusura delle canne di facciata.
- Chiesa di San Leonardo (Villa San Leonardo): le origini sono molto antiche: fuori dalla contrada in località Mulino a Fosso Vallone, si trova una piccola grotta, identificata con il romitorio dell'abate, dove venne ritrovata la statua miracolosa oggi conservata nella chiesa, mentre altre voci vogliono che fu il riparo dell'abate stesso; con l'espansione del villaggio, nel tardo Medioevo venne costruita la chiesa di paese. La chiesa attuale risale al rifacimento del XVIII secolo, perfettamente restaurata dopo i cannoneggiamenti delle corazzate canadesi del 1943 seguendo lo stile neoclassico campestre. Ha pianta rettangolare a navata unica, con facciata intonacata ornata da architrave superiore a timpano triangolare con stemma di San Leonardo e oculo in rilievo. Il portale architravato centrale occupa quasi tutta la facciata, il campanile tozzo si erge sulla destra, con cuspide piramidale.
- Chiesa di San Pietro in Vincoli (Villa San Pietro): chiesa del XIX secolo in stile neoromanico, a mo' di cappella con portico a colonne in mattoni faccia vista che precede l'ingresso, l'impianto è rettangolare con tetto a spioventi, e il campanile è a vela.
- Chiesa di Sant'Antonio di Padova (Villa Grande): chiesa moderna degli anni '60, costituita da mattoni, realizzata sopra una preesistente completamente distrutta nel 1943. La chiesa ha pianta centrale composita in modo da comporre sia un cerchio che un quadrato nell'insieme, con la porzione baricentrica della copertura rialzata a lanterna, intervallata nei pilastri laterali da spazi a vela dove sono state inserite le finestre. L'ingresso è preceduto da un piccolo portico, il campanile laterale è a torre.
- Chiesa di Cristo Re (Contrada Riccio): chiesa moderna degli anni '60, composta da semplice pianta rettangolare a navata unica. La facciata ha un finestrone e portale in stile classico. Il campanile turrito è staccato.
- Chiesa di Maria Immacolata (Contrada Foro): è stata realizzata negli anni '50 restaurando una costruzione preesistente. Ha impianto rettangolare con abside semicircolare posteriore, facciata molto semplice ornata da un oculo centrale, portale maggiore architravato e timpano superiore della facciata triangolare. Il campanile laterale è in mattoni rossi, a vela. L'interno a navata unica ha volta a botte, e sui lati due cappelle absidale.

### Chiese distrutte
- Basilica longobarda di San Marco (Contrada San Donato): antichissima chiesa con monastero, faceva parte del complesso di cenobi benedettini posti a guardia della costa abruzzese, comunicante con l'abbazia di San Giovanni in Venere di Fossacesia. La basilica, per i reperti archeologici rinvenuti negli anni '80, risale certamente al IX secolo circa per la fondazione, fu citata in alcuni documenti vescovili, e nominata da Santa Brigida nelle rivelazioni, quando venne in pellegrinaggio a Ortona per il corpo di San Tommaso. Era posta a guardia del porto di Acquabella, dove nell'Ottocento sorse un villaggio di pescatori, sopra un colle tufaceo. Nel 1566 venne saccheggiata dai turchi, e si suppone che da quella devastazione la chiesa non venne più ricostruita, subendo un lento abbandono, fino allo stato attuale: rimangono i resti delle mura perimetrali e il pavimento composto da lastre di calcare, alcune con ancora i colori della pittura, presso l'altare dell'abside semicircolare. Vi si trovano anche le basi delle colonne cilindriche, forse materiale di spoglio da templi romani, che dividevano lo spazio in tre navate. Le fibule longobarde e i reperti scultorei più interessanti sono stati raccolti nel Museo Archeologico Nazionale di Chieti.

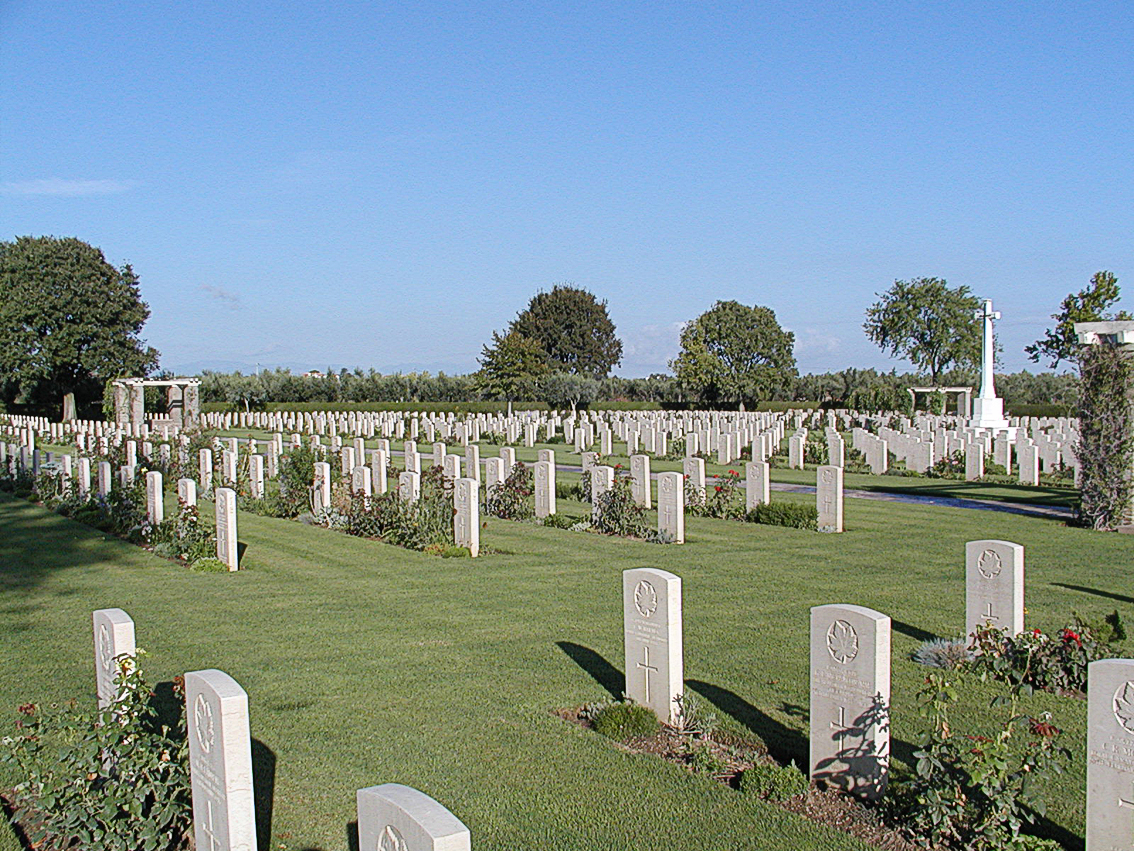
Tombe del cimitero militare canadese di Ortona

- Chiesa longobarda di San Martino ed abbazia (contrada San Martino-Alboreto): rimangono pochi resti di mura nei pressi della forra (detta durante la seconda guerra mondiale "La Gola" dai militari tedeschi) che divide San Martino da Villa Caldari, di cui sono riconoscibili certamente le parti dell'abside posteriore semicircolare. Non si hanno molti documenti sull'abbazia. Documenti della biblioteca civica e dell'archivio comunale riguardano l'anno 1817, in cui si dichiara di aver scelto la chiesa di San Martino come luogo igienico dove seppellire i defunti. Le fonti più antiche invece risalgono alle Rivelazioni di Santa Brigida di Svezia, quando venne in pellegrinaggio a Ortona per le reliquie di San Tommaso, visitando anche le chiese di San Martino e di San Marco, nella contrada San Donato.
Le ricognizioni archeologiche hanno evidenziato come l'abside della chiesa in origine non era rivolto a occidente, e sono state avanzate ipotesi sulla fondazione del cenobio in epoca longobarda per la presenza del toponimo "san Martino" su carte topografiche risalenti al IX secolo. I muri della chiesa sono in opus mixtum, pietra, mattoni e ciottoli di fiume, e si suppone che la chiesa nel XIX secolo, benché il monastero fosse giù scomparso, era ancora in piedi, per poi venire abbandonata.
- Cappella di San Biagio: si trovava sul Corso Vittorio Emanuele, all'incrocio con Via Sapienza. Fu realizzata nel XVIII secolo, come dimostra lo stile della facciata in fotografie storiche, prima delle distruzioni del 1943. La chiesa aveva una facciata in stile classicheggiante, con portale inquadrato da due paraste giganti a colonna, con capitello ionico, e sopra la trabeazione, si innalzava l'architrave a timpano triangolare. L'interno era a navata unica, con stucchi e pennacchi barocchi.
- Chiesa di San Giuseppe: si trovava sul Corso Vittorio Emanuele, ancora oggi è visibile dall'ingresso da Porta Caldari per alcune effigi sul muro, una bifora e il portale.
- Chiesa dell'Annunziata - Corso Vittorio Emanuele, è riconoscibile dalle finestre, sconsacrata.
- Chiesa di San Gaetano - scomparsa, si trovava sul Corso Vittorio Emanuele all'incrocio con via dei Giardini.
- Chiesa di San Bartolomeo - distrutta, posta tra via del Giglio e Corso Vittorio Emanuele.